# Bistrica (Čaška)
Bistrica (mazedonisch Бистрица) ist ein Dorf im zentralen Teil der Republik Nordmazedonien, welches zur Gemeinde Čaška gehört. Die nächstgelegene Großstadt ist Veles.

## Geographie
Bistrica liegt im zentralen Teil von Nordmazedonien. Die nächstgelegene Stadt ist Veles, welches etwa 50 km weit entfernt liegt. Das Dorf befindet sich im nördlichen Teil der historischen Landschaft Azot, welche auch Babunija genannt wird, angelehnt an den Babuna Fluss. Die Nachbardörfer von Bistrica sind Bogomila, Sogle und Crešnevo.

## Geschichte

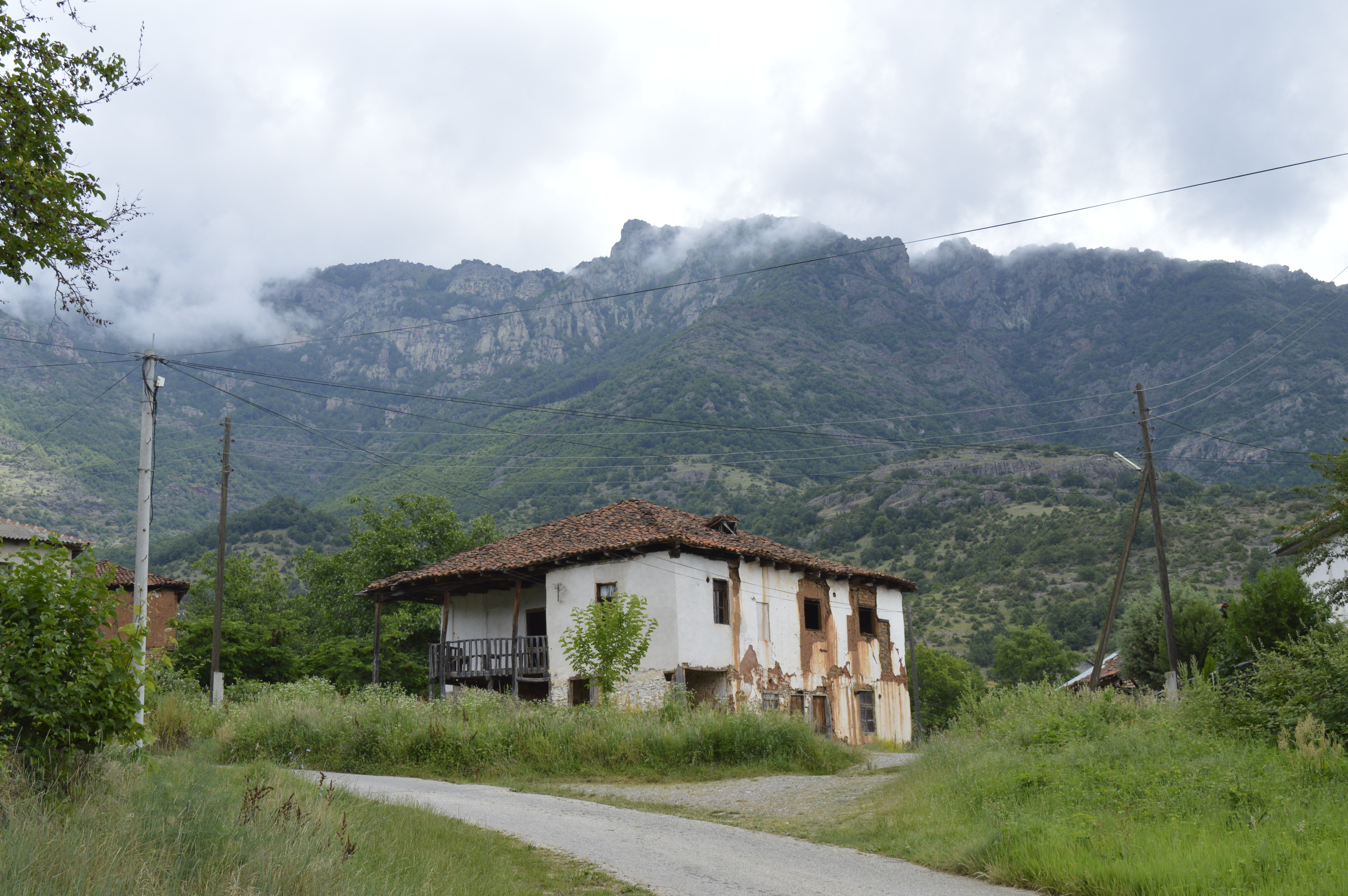
Blick auf die alten Dorfhäuser

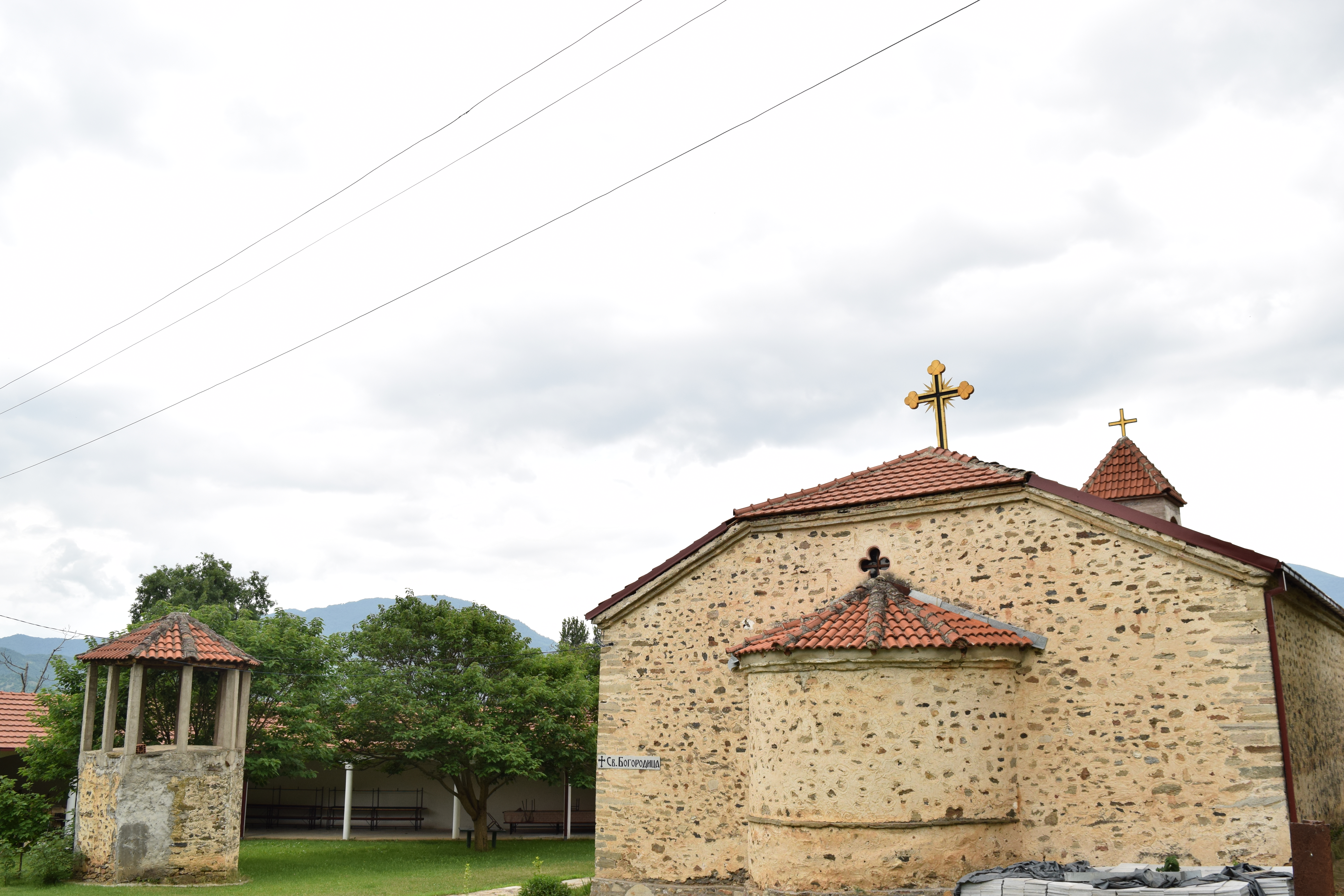
Blick auf die Dorfkirche Sveta Bogorodica, erbaut im 17. Jahrhundert

Das Dorf wird in der Urkunde Virginska gramota aus der zweiten Hälfte des 13. Jahrhunderts vom bulgarischen Zar Konstantin Tich Assen erwähnt, mit der es der bulgarische Herrscher dem Kloster St. Georg bei Skopje schenkte. Dies wurde später vom serbischen Herrscher Stefan Uroš II. Milutin (1299/1300) bestätigt. In osmanischer Zeit wurde Bistrica im Nahiya Köprülu (Bezirk Veles) in Registern aus dem 15. und 16. Jahrhundert als groß und wohlhabend verzeichnet, bekannt für seine große Anzahl von Schafen, Rindern, Mühlen, Walzwerken und Falknereien. Der Name Bistrica leitet sich aus den slawischen Hydronymen Bistar und Bistra  ab und bedeutet etwas, das schnell oder sauber und transparent ist.
Im Jahr 1860 überfiel eine Gruppe albanische Banditen unter der Führung von Zendil Ağa Bistrica, raubte es aus und tötete die örtlichen Müller.
In der Statistik des Ethnographen Wassil Kantschow zählte Bistrica Ende des 19. Jahrhunderts 1100 Einwohner, welche allesamt als christliche Bulgaren klassifiziert wurden.
Nach den Statistiken des Sekretärs des bulgarischen Exarchats Dimitar Mischew ("La Macédoine et sa Population Chrétienne") im Jahr 1905 lebten in Bistrica 1184 bulgarische Exarchisten, welche eine bulgarische Schule besaßen.
Die Region Azot wurde zu Beginn des 20. Jahrhunderts Schauplatz blutiger Kämpfe und Scharmützel zwischen den bulgarischen Komitadschi der Inneren Makedonisch-Adrianopeler Revolutionären Organisation (WMORO) und den serbischen Tschetniks, welche sich teilweise erfolgreich in der Region eingenistet haben.  Bistrica widersetzte sich trotz des zunehmenden Drucks den Versuchen der verstärkten serbischen Propaganda, das Dorf zur Aufgabe des Bulgarentums zu zwingen. Die Dorfbewohner bewahrten ihre bulgarische Identität und blieben in der Oberhoheit des Exarchats. Bis zum Balkankrieg erlaubten die Dorfbewohner von Bistrica keiner serbischen Tscheta, ihr Dorf zu betreten.
Am 15. April 1905 traf der serbische Wojwode Trenko Rujanović in die Region ein mit einer Gruppe von 15 Tschetniks, die gebürtig aus den serbophilen Dörfern von Poreče stammten. Die bulgarischen Komitadschi der WMORO kamen der Gruppe zwischen den Dörfern Bistrica und Crešnevo bei der Ortschaft Javorot auf die Spur, wo sie den Kampf aufnahmen. Das Gefecht dauerte von den frühen Morgenstunden bis in den Abend. Türkische Soldaten wurden auf das Gefecht aufmerksam und kamen zum späten Abend, um die Kampfhandlungen zu unterbinden. Die türkischen Askerî nahmen Positionen hinter den bulgarischen Komitadschi ein, die nun praktisch umzingelt waren. Dank der guten Beziehungen der WMORO zu Kâmil Ağa, einem türkischen kâhya (Verwalter) des Klosters von Teovo, führte dieser den Kommandanten der Askerî zu einer neuen Position hinter den serbischen Tschetniks von Trenko Rujanović. Die türkischen Askerî griffen, ohne das Spiel Kâmil Ağas zu erkennen, die serbischen Tschetniks an, welche 15 Opfer zu beklagen hatten. Die WMORO hatte genug Zeit, sich aus der misslichen Lage zurückzuziehen.
Am ersten Tag des Osterns 1907 kam es zu einem erneuten Gefecht zwischen der Veles-Tscheta (Gruppe) der WMORO unter der Führung des Wojwoden Datscho Jotow und serbischen Tschetniks der Gruppe von Trenko Rujanović. Beim Scharmützel, welches sich ebenso in der Ortschaft Javorot zwischen Bistrica und Crešnevo ausgetragen hat, verlor der serbische Wojwode Trenko nach siebenstündigem Gefecht sein Leben.
Im Zuge des Balkankrieges meldeten sich 11 Dorfbewohner freiwillig zur Makedonisch-Adrianopeler Landwehr, einem Freiwilligenverband der bulgarischen Armee.
1927 führte der deutsche Forscher Leonhard Schultze Bistrica auf seiner Karte Mazedoniens auf und ordnete es als ein kürzlich serbisiertes Dorf ein. Auf der ethnischen Karte von Nordwestmazedonien im Jahr 1929 markierte der russische Sprachwissenschaftler Afanasij Selischtew Bistrica als ein bulgarisches Dorf.
Laut der letzten Volkszählung 2002 hatte Bistrica 124 Einwohner, davon 121 orthodoxe Mazedonier, 1 Serbe und 2 Andere.